# Giải vô địch bóng đá trong nhà thế giới 2024
Giải vô địch bóng đá trong nhà thế giới 2024 (tiếng Anh: 2024 FIFA Futsal World Cup) là giải vô địch bóng đá trong nhà thế giới lần thứ 10, giải vô địch bóng đá trong nhà quốc tế được tổ chức 4 năm một lần, dành cho các đội tuyển bóng đá trong nhà quốc gia nam của các hiệp hội thành viên FIFA. Giải đấu được tổ chức ở Uzbekistan từ ngày 14 tháng 9 đến ngày 6 tháng 10 năm 2024. Đây là lần đầu tiên một giải đấu bóng đá của FIFA được tổ chức tại Uzbekistan, và cũng là lần đầu tiên trong lịch sử được tổ chức tại một quốc gia Trung Á. Giải đấu quay trở lại chu kỳ tổ chức 4 năm một lần kể từ giải đấu năm 2021 do ảnh hưởng của đại dịch COVID-19.
Bồ Đào Nha là nhà đương kim vô địch của giải đấu sau khi đánh bại Argentina với tỷ số 2–1 ở trận chung kết giải đấu năm 2021. Nhưng đã bị loại ở vòng 16 gặp Kazakhstan

## Bầu chọn chủ nhà
- Ấn Độ[2][3]
- Iran[4][5]
- Maroc[6][7]
- Hoa Kỳ[5]
- Uzbekistan
- Việt Nam[8][9][10]

Vào tháng 4 năm 2023, Maroc được cho là đã giành quyền đăng cai giải đấu vì là quốc gia duy nhất nộp hồ sơ đấu thầu đăng cai lên FIFA. Tuy nhiên, Uzbekistan được lựa chọn là quốc gia đăng cai giải đấu vào ngày 23 tháng 6 năm 2023.

## Quá trình chuẩn bị
- Vào ngày 20 tháng 5, biểu trưng chính thức đã được FIFA công bố.[12][13] Biểu trưng mô tả hạt tiêu kalampir, thường được sử dụng trong ẩm thực truyền thống của Uzbekistan.
- Vào ngày 19 tháng 7, quá trình công nhận phương tiện truyền thông bắt đầu.[14]
- Vào ngày 30 tháng 7 năm 2024, quá trình bán vé đã bắt đầu.[15]
- Ngày 31 tháng 7 tại Paris, lễ trao cúp đã diễn ra.[16]
- Vào ngày 7 tháng 8, ra mắt linh vật chính thức, Xon, một chú hổ Turan.[17]
- Vào tháng 8, một chuyến du đấu cúp đã diễn ra ở Andijan,[18] Fergana,[19] Namangan,[20] Jizzakh[21] và Samarkand.[22][23]

## Vòng loại

Các đội tuyển vượt qua vòng loại
Các đội tuyển không vượt qua vòng loại
Đội tuyển bị cấm tham dự
Không tham dự
Không phải là thành viên của FIFA.

Tổng cộng có 24 đội tuyển vượt qua vòng loại giải đấu. Trong đó, đội chủ nhà được đặc cách tham dự giải đấu, 23 đội tuyển còn lại giành quyền tham dự từ các giải đấu vòng loại của mỗi khu vực. Có tất cả 121 đội tuyển tham dự vòng loại.
Trong tổng số 24 đội tuyển vượt qua vòng loại, có 4 đội tuyển đã có lần đầu tiên tham dự giải đấu, bao gồm: Afghanistan, Pháp, New Zealand và Tajikistan. Đây cũng là lần đầu tiên trong lịch sử, giải đấu có sự góp mặt của 4 đại diện đến từ Trung Á (Afghanistan, Iran, Tajikistan và đội chủ nhà Uzbekistan). Đây là lần đầu tiên Tajikistan tham dự một giải đấu cấp đội tuyển quốc gia của FIFA, mà quốc gia này trước đó có đại diện đã từng hai lần tham dự Giải vô địch bóng đá U-17 thế giới, trong khi đây là lần đầu tiên Afghanistan tham dự giải đấu do FIFA tổ chức.
Croatia và Hà Lan quay trở lại giải đấu sau 24 năm vắng bóng. Libya quay trở lại giải đấu kể từ năm 2012, trong khi Cuba và Ukraina quay trở lại giải đấu sau khi vắng mặt tại giải đấu lần trước.
Trong số các đội tuyển không vượt qua vòng loại, tiêu biểu là Nga, đội tuyển đã bị UEFA cấm tham dự các giải đấu quốc tế do ảnh hưởng từ việc Nga xâm lược Ukraina. Nhà đương kim vô địch Cúp bóng đá trong nhà châu Á 2022, Nhật Bản đã có lần đầu tiên trong lịch sử Cúp bóng đá trong nhà châu Á không vượt qua được vòng bảng. Ở khu vực châu Phi, Ai Cập lần đầu tiên vắng mặt kể từ giải đấu năm 1992 sau khi nhận thất bại ở trận tranh hạng ba tại Cúp bóng đá trong nhà các quốc gia châu Phi 2024. Sau hai lần liên tiếp tham dự giải đấu vào các năm 2016 và 2021, Việt Nam không vượt qua được vòng loại.
Cộng hòa Séc, Serbia và Hoa Kỳ là những đội tuyển còn lại không vượt qua được vòng loại sau khi tham dự giải đấu năm 2021.
| Liên đoàn                                  | Giải đấu vòng loại                                                     | Đội tuyển   | Tham dự | Lần tham dự gần nhất | Thành tích tốt nhất                      |
| ------------------------------------------ | ---------------------------------------------------------------------- | ----------- | ------- | -------------------- | ---------------------------------------- |
| AFC (Châu Á) (Chủ nhà + 4 đội)             | Chủ nhà                                                                | Uzbekistan  | 3 lần   | 2020                 | Vòng 16 đội (2020)                       |
| AFC (Châu Á) (Chủ nhà + 4 đội)             | Cúp bóng đá trong nhà châu Á 2024                                      | Afghanistan | 1 lần   | —                    | Lần đầu                                  |
| AFC (Châu Á) (Chủ nhà + 4 đội)             | Cúp bóng đá trong nhà châu Á 2024                                      | Iran        | 9 lần   | 2020                 | Hạng ba (2016)                           |
| AFC (Châu Á) (Chủ nhà + 4 đội)             | Cúp bóng đá trong nhà châu Á 2024                                      | Tajikistan  | 1 lần   | —                    | Lần đầu                                  |
| AFC (Châu Á) (Chủ nhà + 4 đội)             | Cúp bóng đá trong nhà châu Á 2024                                      | Thái Lan    | 7 lần   | 2020                 | Vòng 16 đội (2012, 2016, 2020)           |
| CAF (Châu Phi) (3 đội)                     | Cúp bóng đá trong nhà các quốc gia châu Phi 2024                       | Angola      | 2 lần   | 2021                 | Vòng bảng (2021)                         |
| CAF (Châu Phi) (3 đội)                     | Cúp bóng đá trong nhà các quốc gia châu Phi 2024                       | Libya       | 3 lần   | 2012                 | Vòng bảng (2008, 2012)                   |
| CAF (Châu Phi) (3 đội)                     | Cúp bóng đá trong nhà các quốc gia châu Phi 2024                       | Maroc       | 4 lần   | 2021                 | Tứ kết (2021)                            |
| CONCACAF (Trung, Bắc Mỹ và Caribe) (4 đội) | Giải vô địch bóng đá trong nhà Bắc, Trung Mỹ và Caribe 2024            | Costa Rica  | 6 lần   | 2021                 | Vòng 16 đội (2016)                       |
| CONCACAF (Trung, Bắc Mỹ và Caribe) (4 đội) | Giải vô địch bóng đá trong nhà Bắc, Trung Mỹ và Caribe 2024            | Cuba        | 6 lần   | 2016                 | Vòng bảng (1996, 2000, 2004, 2008, 2016) |
| CONCACAF (Trung, Bắc Mỹ và Caribe) (4 đội) | Giải vô địch bóng đá trong nhà Bắc, Trung Mỹ và Caribe 2024            | Guatemala   | 6 lần   | 2021                 | Vòng bảng (2000, 2008, 2012, 2016, 2021) |
| CONCACAF (Trung, Bắc Mỹ và Caribe) (4 đội) | Giải vô địch bóng đá trong nhà Bắc, Trung Mỹ và Caribe 2024            | Panama      | 4 lần   | 2021                 | Vòng 16 đội (2012)                       |
| CONMEBOL (Nam Mỹ) (4 đội)                  | Vòng loại giải vô địch bóng đá trong nhà thế giới 2024 khu vực Nam Mỹ  | Argentina   | 10 lần  | 2021                 | Vô địch (2016)                           |
| CONMEBOL (Nam Mỹ) (4 đội)                  | Vòng loại giải vô địch bóng đá trong nhà thế giới 2024 khu vực Nam Mỹ  | Brasil      | 10 lần  | 2021                 | Vô địch (1989, 1992, 1996, 2008, 2012)   |
| CONMEBOL (Nam Mỹ) (4 đội)                  | Vòng loại giải vô địch bóng đá trong nhà thế giới 2024 khu vực Nam Mỹ  | Paraguay    | 8 lần   | 2021                 | Tứ kết (2016)                            |
| CONMEBOL (Nam Mỹ) (4 đội)                  | Vòng loại giải vô địch bóng đá trong nhà thế giới 2024 khu vực Nam Mỹ  | Venezuela   | 2 lần   | 2021                 | Vòng 16 đội (2021)                       |
| OFC (Châu Đại Dương) (1 đội)               | Cúp bóng đá trong nhà các quốc gia châu Đại Dương 2023                 | New Zealand | 1 lần   | —                    | Lần đầu                                  |
| UEFA (Châu Âu) (7 đội)                     | Vòng loại giải vô địch bóng đá trong nhà thế giới 2024 khu vực châu Âu | Croatia     | 2 lần   | 2000                 | Hạng 5 (2000)                            |
| UEFA (Châu Âu) (7 đội)                     | Vòng loại giải vô địch bóng đá trong nhà thế giới 2024 khu vực châu Âu | Pháp        | 1 lần   | N/A                  | Lần đầu                                  |
| UEFA (Châu Âu) (7 đội)                     | Vòng loại giải vô địch bóng đá trong nhà thế giới 2024 khu vực châu Âu | Kazakhstan  | 4 lần   | 2021                 | Hạng tư (2021)                           |
| UEFA (Châu Âu) (7 đội)                     | Vòng loại giải vô địch bóng đá trong nhà thế giới 2024 khu vực châu Âu | Hà Lan      | 5 lần   | 2000                 | Á quân (1989)                            |
| UEFA (Châu Âu) (7 đội)                     | Vòng loại giải vô địch bóng đá trong nhà thế giới 2024 khu vực châu Âu | Bồ Đào Nha  | 7 lần   | 2021                 | Vô địch (2021)                           |
| UEFA (Châu Âu) (7 đội)                     | Vòng loại giải vô địch bóng đá trong nhà thế giới 2024 khu vực châu Âu | Tây Ban Nha | 10 lần  | 2021                 | Vô địch (2000, 2004)                     |
| UEFA (Châu Âu) (7 đội)                     | Vòng loại giải vô địch bóng đá trong nhà thế giới 2024 khu vực châu Âu | Ukraina     | 6 lần   | 2016                 | Hạng tư (1996)                           |

## Địa điểm thi đấu
FIFA đã khảo sát các địa điểm thi đấu ở các thành phố Tashkent, Bukhara, Andijan và Fergana của Uzbekistan. Sau khi giành quyền đăng cai giải đấu, Uzbekistan đề xuất tổ chức giải đấu tại 4 nhà thi đấu ở thủ đô Tashkent. Tashkent, Bukhara và Andijan được lựa chọn là các thành phố đăng cai giải đấu vào ngày 19 tháng 4 năm 2024.
| Tashkent                               | Tashkent                              | TashkentBukharaAndijan |
| Humo Arena                             | Khu liên hợp Thể thao Yunusobod       | TashkentBukharaAndijan |
| Sức chứa: 12,500                       | Sức chứa: 2,450                       | TashkentBukharaAndijan |
|                                        |                                       | TashkentBukharaAndijan |
| Andijan                                | Bukhara                               | TashkentBukharaAndijan |
| Khu liên hợp thể thao đa năng Majmuasi | Khu liên hợp thể thao đa năng Bukhara | TashkentBukharaAndijan |
| Sức chứa: 4,000                        | Sức chứa: 4,000                       | TashkentBukharaAndijan |
|                                        |                                       |                        |

## Bốc thăm chia bảng

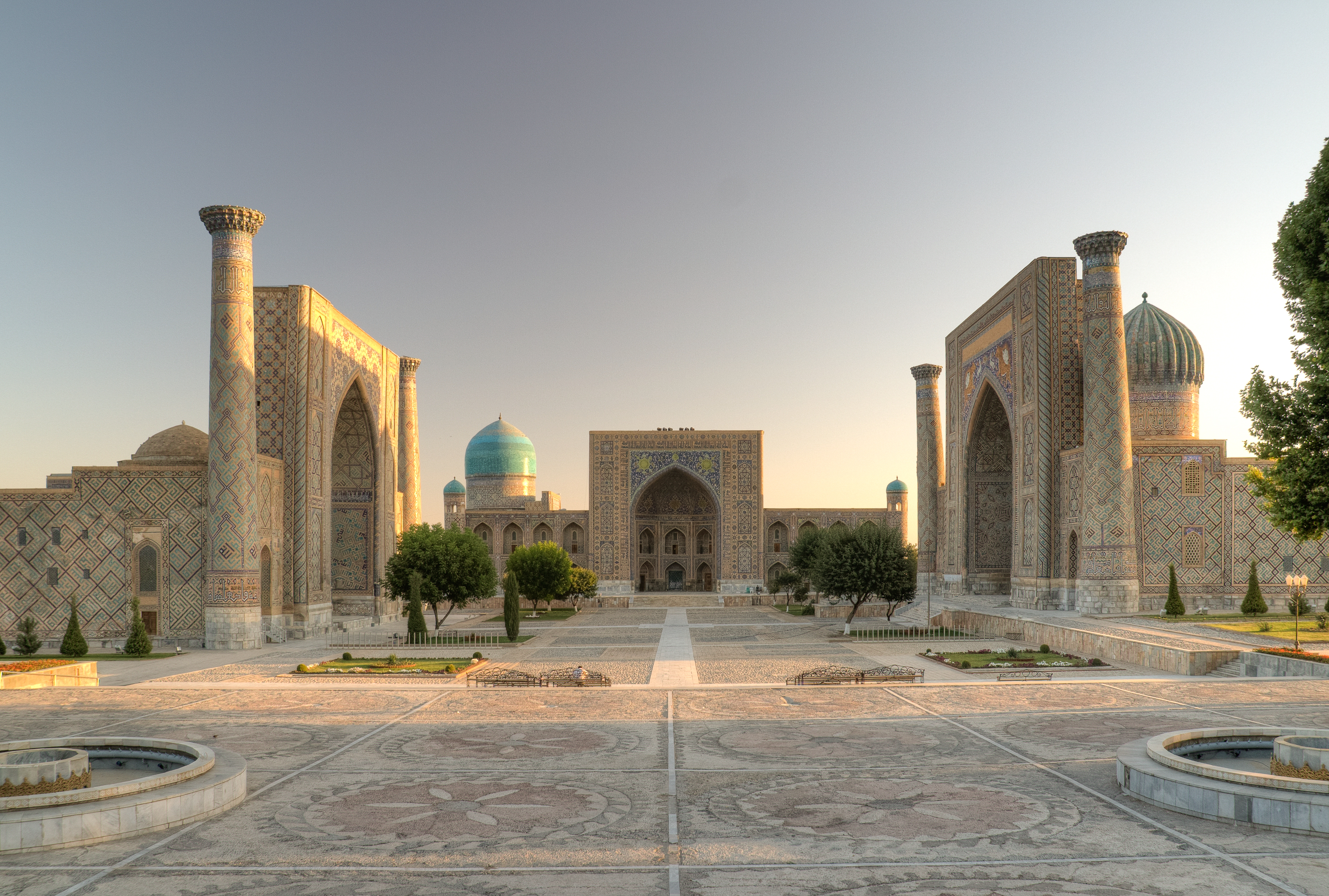
Quảng trường Registan ở Samarkand, di sản thế giới được UNESCO công nhận, là nơi tổ chức buổi lễ bốc thăm.

Buổi lễ bốc thăm chia bảng được tổ chức vào ngày 26 tháng 5 năm 2024 tại Quảng trường Registan ở Samarkand vào lúc 21h00 theo giờ Uzbekistan. Cựu danh thủ Uzbekistan Server Djeparov, cựu tiền đạo Manchester United và đội tuyển Pháp Louis Saha và cựu tuyển thủ bóng đá trong nhà Tây Ban Nha Kike là những khách mời và hỗ trợ cho buổi lễ bốc thăm.

### Phân nhóm hạt giống
Trong buổi lễ bốc thăm chia bảng, đội chủ nhà Uzbekistan được xếp vào nhóm hạt giống số 1 và được đưa vào vị trí đầu tiên của bảng A. Các nhóm hạt giống được dựa theo bảng xếp hạng mới của FIFA, được công bố vào ngày 6 tháng 5 năm 2024.
Các đội ở nhóm hạt giống số 1 được bốc thăm trước, sau đó đến các nhóm hạt giống số 2, 3, 4. Các đội tuyển cùng khu vực, ngoại trừ UEFA sẽ không được nằm cùng bảng đấu với nhau.
| Nhóm 1                                                                                                 | Nhóm 2                                                                                 | Nhóm 3 | Nhóm 4                                                                              |
| --- | -------------------------------------------------------------------------------------- | --- | ----------------------------------------------------------------------------------- |
| - Uzbekistan (11) (chủ nhà) - Brasil (1) - Bồ Đào Nha (2) - Tây Ban Nha (3) - Iran (4) - Argentina (5) | - Maroc (6) - Kazakhstan (8) - Thái Lan (9) - Pháp (10) - Ukraina (12) - Paraguay (13) | - Croatia (16) - New Zealand (19) - Venezuela (21) - Afghanistan (30) - Costa Rica (31) - Tajikistan (34) | - Hà Lan (36) - Guatemala (40) - Panama (44) - Angola (47) - Libya (50) - Cuba (78) |

### Kết quả bốc thăm
| Pos | Đội tuyển  |
| --- | ---------- |
| A1  | Uzbekistan |
| A2  | Hà Lan     |
| A3  | Paraguay   |
| A4  | Costa Rica |

| Pos | Đội tuyển |
| --- | --------- |
| B1  | Brasil    |
| B2  | Cuba      |
| B3  | Croatia   |
| B4  | Thái Lan  |

| Pos | Đội tuyển   |
| --- | ----------- |
| C1  | Argentina   |
| C2  | Ukraina     |
| C3  | Afghanistan |
| C4  | Angola      |

| Pos | Đội tuyển   |
| --- | ----------- |
| D1  | Tây Ban Nha |
| D2  | Kazakhstan  |
| D3  | New Zealand |
| D4  | Libya       |

| Pos | Đội tuyển  |
| --- | ---------- |
| E1  | Bồ Đào Nha |
| E2  | Panama     |
| E3  | Tajikistan |
| E4  | Maroc      |

| Pos | Đội tuyển |
| --- | --------- |
| F1  | Iran      |
| F2  | Venezuela |
| F3  | Guatemala |
| F4  | Pháp      |

## Trọng tài
Các quan chức sau đây đã được chọn cho giải đấu. Lần thứ hai, sau Giải vô địch bóng đá trong nhà thế giới 2021, tại một giải đấu bóng đá trong nhà thế giới FIFA, Hỗ trợ video (VS) sẽ được triển khai.
| Confederation | Referees                         |
| ------------- | -------------------------------- |
| AFC           | Fahad Badir Ali Mohamed Alhosani |
| AFC           | Ran An                           |
| AFC           | Pornnarong Grairod               |
| AFC           | Hiroyuki Kobayashi               |
| AFC           | Ebrahim Mehrabi Afshar           |
| AFC           | Anatoliy Rubakov                 |
| AFC           | Ryan Shepheard                   |
| AFC           | Trương Quốc Dũng                 |
| AFC           | Liu Jianqiao (support)           |
| CAF           | Tarek Elkhataby                  |
| CAF           | Mohamed Youssef                  |
| CAF           | Khalid Hnich                     |
| CAF           | Aymen Kammoun                    |
| CONCACAF      | Reinier Fiss                     |
| CONCACAF      | Jorge Flores                     |
| CONCACAF      | Ricardo Lay                      |
| CONCACAF      | Roberto López                    |
| CONCACAF      | Diego Molina                     |
| CONCACAF      | Josh Wilkens                     |

| Confederation | Referees              |
| ------------- | --------------------- |
| CONMEBOL      | Cristian Espíndola    |
| CONMEBOL      | Daniel Manrique       |
| CONMEBOL      | Daniel Rodríguez      |
| CONMEBOL      | Rolly Alexander Rojas |
| CONMEBOL      | Lautaro Romero        |
| CONMEBOL      | Anelize Schulz        |
| CONMEBOL      | Bill Rafael Villalba  |
| CONMEBOL      | Oriana Zambrano       |
| OFC           | Anthony Riley         |
| OFC           | Chris Sinclair        |
| UEFA          | Cristiano Cardoso     |
| UEFA          | Ondřej Černý          |
| UEFA          | Juan José Cordero     |
| UEFA          | Eduardo Fernandes     |
| UEFA          | Damian Grabowski      |
| UEFA          | Nikola Jelić          |
| UEFA          | Nicola Manzione       |
| UEFA          | Alejandro Martínez    |
| UEFA          | Daniel Matković       |
| UEFA          | Dejan Veselič         |

## Vòng bảng
Tất cả các trận đấu được tổ chức theo giờ Uzbekistan (UTC+5).

### Bảng A
| VT | Đội            | ST | T | H | B | BT | BB | HS | Đ | Giành quyền tham dự     |
| -- | -------------- | -- | - | - | - | -- | -- | -- | - | ----------------------- |
| 1  | Paraguay       | 3  | 2 | 0 | 1 | 11 | 8  | +3 | 6 | Vòng đấu loại trực tiếp |
| 2  | Hà Lan         | 3  | 1 | 2 | 0 | 10 | 7  | +3 | 5 | Vòng đấu loại trực tiếp |
| 3  | Costa Rica     | 3  | 1 | 1 | 1 | 9  | 10 | −1 | 4 | Vòng đấu loại trực tiếp |
| 4  | Uzbekistan (H) | 3  | 0 | 1 | 2 | 7  | 12 | −5 | 1 |                         |

| Paraguay                                                                              | 5–2      | Costa Rica                          |
| ------------------------------------------------------------------------------------- | -------- | ----------------------------------- |
| - Salas 00'49" - Méndez 10'01" - Pascottini 10'14" - Báez 23'26" - F. Martínez 38'14" | Chi tiết | - Cabalceta 06'08" - Cubillo 16'42" |

| Uzbekistan                                          | 3–3      | Hà Lan                                          |
| --------------------------------------------------- | -------- | ----------------------------------------------- |
| - Tulkinov 15'18" - Ropiev 35'46" - Nishonov 39'11" | Chi tiết | - Ceyar 03'17" - Ouaddouh 27'12" (pen.), 36'28" |

| Costa Rica                          | 2–2      | Hà Lan                               |
| ----------------------------------- | -------- | ------------------------------------ |
| - Ceyar 06'15" (l.n.) - León 31'38" | Chi tiết | - Bouzambou 18'51" - Ouaddouh 20'32" |

| Uzbekistan        | 1–4      | Paraguay                                                            |
| ----------------- | -------- | ------------------------------------------------------------------- |
| - Nishonov 35'00" | Chi tiết | - Espinoza 15'49" - Báez 16'03" - F. Martínez 23'10" - Salas 25'19" |

| Costa Rica                                                                          | 5–3      | Uzbekistan                                         |
| ----------------------------------------------------------------------------------- | -------- | -------------------------------------------------- |
| - Cubillo 03'13" - León 19'18" - Chavarría 31'30" - Cabalceta 32'08" - Salas 37'16" | Chi tiết | - Adilov 13'36" - Hamroev 26'07" - Berkinov 29'33" |

| Hà Lan                                                           | 5–2      | Paraguay                            |
| ---------------------------------------------------------------- | -------- | ----------------------------------- |
| - Martinus 06'22" - Cretier 07'15", 34'27" - Chih 27'28", 36'31" | Chi tiết | - Pascottini 16'11" - Suárez 22'32" |

### Bảng B
| VT | Đội      | ST | T | H | B | BT | BB | HS  | Đ | Giành quyền tham dự     |
| -- | -------- | -- | - | - | - | -- | -- | --- | - | ----------------------- |
| 1  | Brasil   | 3  | 3 | 0 | 0 | 27 | 2  | +25 | 9 | Vòng đấu loại trực tiếp |
| 2  | Thái Lan | 3  | 2 | 0 | 1 | 13 | 15 | −2  | 6 | Vòng đấu loại trực tiếp |
| 3  | Croatia  | 3  | 1 | 0 | 2 | 9  | 10 | −1  | 3 | Vòng đấu loại trực tiếp |
| 4  | Cuba     | 3  | 0 | 0 | 3 | 5  | 27 | −22 | 0 |                         |

| Croatia        | 1–2      | Thái Lan                                 |
| -------------- | -------- | ---------------------------------------- |
| Sekulić 30'33" | Chi tiết | - Osamanmusa 02'45" - Jungwongsuk 29'15" |

| Brasil | 10–0     | Cuba |
| --- | -------- | ---- |
| - Marcel 01'18", 22'25", 32'54" - Neguinho 10'41" - Marlon 12'16", 22'52", 38'40" - Felipe Valério 12'46" - Pito 24'06" - Arthur 27'30" | Chi tiết |      |

| Thái Lan | 10–5     | Cuba                                                                          |
| --- | -------- | ----------------------------------------------------------------------------- |
| - Aransanyalak 05'10" - Jungwongsuk 11'57" - Thueanklang 13'58", 25'49" - Praphaphan 28'03", 28'32" - Osamanmusa 28'57", 36'07" - Chaemcharoen 31'21" - Phalaphruek 38'13" | Chi tiết | - Valiente 03'48" - Morejon 15'10", 36'42" - Cotilla 15'18" - Martínez 29'20" |

| Brasil | 8–1      | Croatia            |
| --- | -------- | ------------------ |
| - Pito 12'34", 24'17" - Dyego 16'17" (2pen.) - Marcel 17'08", 23'13" - Neguinho 18'14" - Arthur 28'43" - Rafa Santos 36'35" | Chi tiết | - Marinović 14'12" |

| Thái Lan          | 1–9      | Brasil |
| ----------------- | -------- | --- |
| Osamanmusa 19'18" | Chi tiết | - Marcel 05'37", 19'29", 35'03" - Felipe Valério 10'00" - Pito 22'12", 30'33" - Marlon 23'25" - Wongkaeo 26'00" (l.n.) - Ferrão 36'47" |

| Cuba | 0–7      | Croatia                                                                                          |
| ---- | -------- | ------------------------------------------------------------------------------------------------ |
|      | Chi tiết | - Čekol 01'24", 26'16" - Vukmir 12'41" - Perić 22'35", 30'51" - Marinović 24'59" - Mataja 30'19" |

### Bảng C
| VT | Đội         | ST | T | H | B | BT | BB | HS  | Đ | Giành quyền tham dự     |
| -- | ----------- | -- | - | - | - | -- | -- | --- | - | ----------------------- |
| 1  | Argentina   | 3  | 3 | 0 | 0 | 18 | 7  | +11 | 9 | Vòng đấu loại trực tiếp |
| 2  | Ukraina     | 3  | 2 | 0 | 1 | 12 | 10 | +2  | 6 | Vòng đấu loại trực tiếp |
| 3  | Afghanistan | 3  | 1 | 0 | 2 | 8  | 10 | −2  | 3 | Vòng đấu loại trực tiếp |
| 4  | Angola      | 3  | 0 | 0 | 3 | 11 | 22 | −11 | 0 |                         |

| Afghanistan                                                                                                 | 6–4      | Angola                                                                 |
| --- | -------- | ---------------------------------------------------------------------- |
| - Mahmoodi 01'01" - Qanbari 06'15" - Mohammadi 09'10" - Nowrozi 13'15" - Kazemi 15'46" - Hosseinpour 39'21" | Chi tiết | - Safari 02'23" (l.n.) - Adérito 06'52", 35'53" - Moradi 39'37" (l.n.) |

| Argentina | 7–1      | Ukraina         |
| --- | -------- | --------------- |
| - Arrieta 18'05" (2pen.), 31'31" - Brandi 18'24" - Rosa 20'35" - Borruto 29'43", 39'47" - Bolo Alemany 37'53" | Chi tiết | Shoturma 17'27" |

| Angola                        | 2–7      | Ukraina |
| ----------------------------- | -------- | --- |
| - Helber 16'59" - Vedo 39'10" | Chi tiết | - Zhuk 06'58" (pen.) - Korsun 12'49", 15'34" - Melnyk 25'29" - Zvarych 27'23" - Cherniavskyi 31'53" - Shved 39'53" |

| Argentina           | 2–1      | Afghanistan             |
| ------------------- | -------- | ----------------------- |
| Rosa 02'46", 32'14" | Chi tiết | Sarmiento 31'50" (l.n.) |

| Angola                                                                | 5–9      | Argentina |
| --------------------------------------------------------------------- | -------- | --- |
| - Jó 00'55", 01'59", 09'56" - Claudino 31'45" (l.n.) - Adérito 32'53" | Chi tiết | - Brandi 06'02", 16'12", 33'25", 33'31", 34'22" - Borruto 12'35" - Arrieta 17'41" - Trípodi 30'48" - Claudino 32'34" |

| Ukraina                                                                 | 4–1      | Afghanistan    |
| ----------------------------------------------------------------------- | -------- | -------------- |
| - Zhuk 14'01" (pen.) - Abakshyn 15'05" - Zvarych 36'57" - Korsun 37'17" | Chi tiết | Gholami 25'04" |

### Bảng D
| VT | Đội         | ST | T | H | B | BT | BB | HS  | Đ | Giành quyền tham dự |
| -- | ----------- | -- | - | - | - | -- | -- | --- | - | ------------------- |
| 1  | Tây Ban Nha | 3  | 2 | 1 | 0 | 16 | 2  | +14 | 7 | Vòng loại trực tiếp |
| 2  | Kazakhstan  | 3  | 2 | 1 | 0 | 15 | 2  | +13 | 7 | Vòng loại trực tiếp |
| 3  | Libya       | 3  | 1 | 0 | 2 | 4  | 13 | −9  | 3 |                     |
| 4  | New Zealand | 3  | 0 | 0 | 3 | 2  | 20 | −18 | 0 |                     |

| New Zealand    | 1–3      | Libya                                             |
| -------------- | -------- | ------------------------------------------------- |
| Ditfort 39'34" | Chi tiết | - Khamis 06'39" - Zreeg 28'16" - Abuksheam 39'22" |

| Tây Ban Nha       | 1–1      | Kazakhstan      |
| ----------------- | -------- | --------------- |
| - Gordillo 16'23" | Chi tiết | - Orazov 00'05" |

| Libya         | 1–4      | Kazakhstan                                                                |
| ------------- | -------- | ------------------------------------------------------------------------- |
| Khamis 16'24" | Chi tiết | - Suhayb 14'52" (l.n.) - Orazov 16'51" - Rashit 17'40" - Akbalikov 34'40" |

| Tây Ban Nha                                                                                       | 7–1      | New Zealand  |
| ------------------------------------------------------------------------------------------------- | -------- | ------------ |
| - Mellado 11'14" - Gómez 20'18" - Catela 24'26", 31'00", 32'04" - Gordillo 25'12" - Campos 29'50" | Chi tiết | Twigg 05'58" |

| Libya | 0–8      | Tây Ban Nha                                                                                                   |
| ----- | -------- | --- |
|       | Chi tiết | - Mellado 08'56", 15'54", 27'31" - Fernández 09'43" - Cortés 14'38", 28'19" - Catela 18'46" - Gordillo 31'48" |

| Kazakhstan | 10–0     | New Zealand |
| --- | -------- | ----------- |
| - Turegazin 08'14" - Daribay 11'44" - Knaub 14'18", 15'50", 20'22", 22'25", 36'09" - Leo 20'46", 29'36" - Wisnewski 30'42" (l.n.) | Chi tiết |             |

### Bảng E
| VT | Đội        | ST | T | H | B | BT | BB | HS  | Đ | Giành quyền tham dự |
| -- | ---------- | -- | - | - | - | -- | -- | --- | - | ------------------- |
| 1  | Bồ Đào Nha | 3  | 3 | 0 | 0 | 17 | 4  | +13 | 9 | Vòng loại trực tiếp |
| 2  | Maroc      | 3  | 2 | 0 | 1 | 11 | 9  | +2  | 6 | Vòng loại trực tiếp |
| 3  | Panama     | 3  | 1 | 0 | 2 | 12 | 19 | −7  | 3 |                     |
| 4  | Tajikistan | 3  | 0 | 0 | 3 | 7  | 15 | −8  | 0 |                     |

| Bồ Đào Nha | 10–1     | Panama                 |
| --- | -------- | ---------------------- |
| - Peñaloza 04'37" (l.n.) - Afonso 05'11", 15'48" - Bruno Coelho 07'48" - Tomás Paçó 10'59" - Erick 11'33" - André 16'42", 28'51" - Kutchy 19'27" - Pany 36'16" | Chi tiết | Maquensi 34'05" (pen.) |

| Tajikistan                         | 2–4      | Maroc                                                                |
| ---------------------------------- | -------- | -------------------------------------------------------------------- |
| - Rizomov 33'02" - Sardorov 38'12" | Chi tiết | - Boumezou 00'23", 28'24" - Charraoui 36'53" - Raiss El Fenni 37'26" |

| Maroc                                                                                 | 6–3      | Panama                                           |
| ------------------------------------------------------------------------------------- | -------- | ------------------------------------------------ |
| - El Mesrar 01'31", 38'28" - Charraoui 05'38", 16'22" - Raiss El Fenni 21'56", 35'31" | Chi tiết | - Ortiz 15'36" - Campos 26'44" - Maquensi 32'23" |

| Bồ Đào Nha                                  | 3–2      | Tajikistan                     |
| ------------------------------------------- | -------- | ------------------------------ |
| - Pany 01'31" - Zicky 10'17" - Erick 27'56" | Chi tiết | - Aliev 26'38" - Soliev 39'58" |

| Maroc            | 1–4      | Bồ Đào Nha                                                         |
| ---------------- | -------- | ------------------------------------------------------------------ |
| El Mesrar 33'33" | Chi tiết | - Erick 01'59" - Bruno Coelho 18'09" (pen.), 21'08" - Zicky 38'27" |

| Panama | 8–3      | Tajikistan                                            |
| --- | -------- | ----------------------------------------------------- |
| - Salomov 13'10" (l.n.) - Forero 13'35" - Milord 19'54" - Maquensi 30'39" - Caballero 37'15", 38'38" - Castrellón 38'01", 38'17" | Chi tiết | - Alimakhmadov 04'39" - Rizomov 26'09" - Yorov 34'07" |

### Bảng F
| VT | Đội       | ST | T | H | B | BT | BB | HS  | Đ | Giành quyền tham dự |
| -- | --------- | -- | - | - | - | -- | -- | --- | - | ------------------- |
| 1  | Iran      | 3  | 3 | 0 | 0 | 20 | 6  | +14 | 9 | Vòng loại trực tiếp |
| 2  | Pháp      | 3  | 2 | 0 | 1 | 14 | 10 | +4  | 6 | Vòng loại trực tiếp |
| 3  | Venezuela | 3  | 1 | 0 | 2 | 11 | 17 | −6  | 3 | Vòng loại trực tiếp |
| 4  | Guatemala | 3  | 0 | 0 | 3 | 10 | 22 | −12 | 0 |                     |

| Iran                                                                                      | 7–1      | Venezuela         |
| ----------------------------------------------------------------------------------------- | -------- | ----------------- |
| - Aghapour 07'00", 22'07" - Karimi 09'54", 12'43" - Azimi 18'55", 38'27" - Davoudi 26'25" | Chi tiết | M. Francia 14'08" |

| Guatemala                                            | 3–6      | Pháp                                                                                              |
| ---------------------------------------------------- | -------- | ------------------------------------------------------------------------------------------------- |
| - Sandoval 01'02" - Alvarado 09'35" - P. Ruíz 19'25" | Chi tiết | - Tchaptchet 12'33", 17'25" - Mouhoudine 20'06" - Ramirez 30'10" - Mohammed 31'39" - Lutin 36'04" |

| Iran | 9–4      | Guatemala                                                      |
| --- | -------- | -------------------------------------------------------------- |
| - Ahmadabbasi 05'55", 26'30", 39'15" - Aghapour 10'14", 20'58" - Tayyebi 13'15", 36'08" - Azimi 24'22" - Karimi 31'34" | Chi tiết | - P. Ruíz 05'42", 14'32" - Sandoval 19'30" - E. Santizo 37'16" |

| Pháp | 7–3      | Venezuela                                  |
| --- | -------- | ------------------------------------------ |
| - Menendez 05'23" - Saadaoui 16'02" - Ramirez 18'34", 37'38" - Touré 25'49" - Lutin 32'13" - Belhaj 38'58" | Chi tiết | - Briceño 13'03", 21'49" - Viamonte 13'59" |

| Pháp                   | 1–4      | Iran                                                              |
| ---------------------- | -------- | ----------------------------------------------------------------- |
| Siragassy Touré 36'28" | Chi tiết | - Aghapour 24'25", 36'23" - Oladghobad 27'16" - Rafieipour 29'19" |

| Venezuela                                                                                           | 7–3      | Guatemala                                          |
| --------------------------------------------------------------------------------------------------- | -------- | -------------------------------------------------- |
| - Briceño 00'40", 32'37", 35'56" - Cabarcas 17'49" - Carreño 24'42" - Viamonte 26'37" - Sanz 34'35" | Chi tiết | - Paniagua 15'34" - Sandoval 31'16" - Tagre 39'28" |

### Bảng xếp hạng các đội đứng thứ ba
| VT | Bg | Đội         | ST | T | H | B | BT | BB | HS | Đ | Giành quyền tham dự |
| -- | -- | ----------- | -- | - | - | - | -- | -- | -- | - | ------------------- |
| 1  | A  | Costa Rica  | 3  | 1 | 1 | 1 | 9  | 10 | −1 | 4 | Vòng loại trực tiếp |
| 2  | B  | Croatia     | 3  | 1 | 0 | 2 | 9  | 10 | −1 | 3 | Vòng loại trực tiếp |
| 3  | C  | Afghanistan | 3  | 1 | 0 | 2 | 8  | 10 | −2 | 3 | Vòng loại trực tiếp |
| 4  | F  | Venezuela   | 3  | 1 | 0 | 2 | 11 | 17 | −6 | 3 | Vòng loại trực tiếp |
| 5  | E  | Panama      | 3  | 1 | 0 | 2 | 12 | 19 | −7 | 3 |                     |
| 6  | D  | Libya       | 3  | 1 | 0 | 2 | 4  | 13 | −9 | 3 |                     |

## Vòng đấu loại trực tiếp
Ở vòng đấu loại trực tiếp, nếu trận đấu hòa ở cuối thời gian thi đấu bình thường, hiệp phụ sẽ được thi đấu (hai hiệp, mỗi hiệp 5 phút) và sau đó, nếu cần, bằng loạt sút luân lưu để xác định đội thắng. Tuy nhiên, đối với trận tranh hạng ba, nếu trận đấu diễn ra ngay trước trận chung kết, sẽ không có hiệp phụ và đội thắng sẽ được xác định bằng loạt sút luân lưu.

### Sơ đồ thi đấu
|  | Vòng 16                 | Vòng 16               |                       |   | Tứ kết             | Tứ kết             |                       |                       | Bán kết | Bán kết |  |  | Chung kết | Chung kết |
|  |                         |                       |                       |   |                    |                    |                       |                       |         |         |  |  |           |           |
|  | 24 tháng 9 – Tashkent   |                       |                       |   |                    |                    |                       |                       |         |         |  |  |           |           |
|  |                         |                       |                       |   |                    |                    |                       |                       |         |         |  |  |           |           |
|  | Hà Lan                  | 1                     |                       |   |                    |                    |                       |                       |         |         |  |  |           |           |
|  | Hà Lan                  | 1                     | 29 tháng 9 – Tashkent |   |                    |                    |                       |                       |         |         |  |  |           |           |
|  | Ukraina                 | 3                     |                       |   |                    |                    |                       |                       |         |         |  |  |           |           |
|  | Ukraina                 | 3                     | Ukraina               | 9 |                    |                    |                       |                       |         |         |  |  |           |           |
|  | 25 tháng 9 – Andijan    |                       | Ukraina               | 9 |                    |                    |                       |                       |         |         |  |  |           |           |
|  |                         | Venezuela             | 4                     |   |                    |                    |                       |                       |         |         |  |  |           |           |
|  | Tây Ban Nha             | Venezuela             | 4                     | 1 |                    |                    |                       |                       |         |         |  |  |           |           |
|  | Tây Ban Nha             |                       | 2 tháng 10 – Tashkent | 1 |                    |                    |                       |                       |         |         |  |  |           |           |
|  | Venezuela               | 2                     |                       |   |                    |                    |                       |                       |         |         |  |  |           |           |
|  | Venezuela               | 2                     | Ukraina               | 2 |                    |                    |                       |                       |         |         |  |  |           |           |
|  | 24 tháng 9 – Bukhara    |                       | Ukraina               | 2 |                    |                    |                       |                       |         |         |  |  |           |           |
|  |                         | Brasil                | 3                     |   |                    |                    |                       |                       |         |         |  |  |           |           |
|  | Brasil                  | Brasil                | 3                     | 5 |                    |                    |                       |                       |         |         |  |  |           |           |
|  | Brasil                  | 29 tháng 9 – Bukhara  |                       | 5 |                    |                    |                       |                       |         |         |  |  |           |           |
|  | Costa Rica              | 0                     |                       |   |                    |                    |                       |                       |         |         |  |  |           |           |
|  | Costa Rica              | 0                     | Brasil                | 3 |                    |                    |                       |                       |         |         |  |  |           |           |
|  | 26 tháng 9 – Bukhara    |                       | Brasil                | 3 |                    |                    |                       |                       |         |         |  |  |           |           |
|  |                         | Maroc                 | 1                     |   |                    |                    |                       |                       |         |         |  |  |           |           |
|  | Iran                    | Maroc                 | 1                     | 3 |                    |                    |                       |                       |         |         |  |  |           |           |
|  | Iran                    |                       | 6 tháng 10 – Tashkent | 3 |                    |                    |                       |                       |         |         |  |  |           |           |
|  | Maroc                   | 4                     |                       |   |                    |                    |                       |                       |         |         |  |  |           |           |
|  | Maroc                   | 4                     | Brasil                | 2 |                    |                    |                       |                       |         |         |  |  |           |           |
|  | 26 tháng 9 – Andijan    |                       | Brasil                | 2 |                    |                    |                       |                       |         |         |  |  |           |           |
|  |                         | Argentina             | 1                     |   |                    |                    |                       |                       |         |         |  |  |           |           |
|  | Bồ Đào Nha              | Argentina             | 1                     | 1 |                    |                    |                       |                       |         |         |  |  |           |           |
|  | Bồ Đào Nha              | 30 tháng 9 – Tashkent |                       | 1 |                    |                    |                       |                       |         |         |  |  |           |           |
|  | Kazakhstan              | 2                     |                       |   |                    |                    |                       |                       |         |         |  |  |           |           |
|  | Kazakhstan              | 2                     | Kazakhstan            | 1 |                    |                    |                       |                       |         |         |  |  |           |           |
|  | 27 tháng 9 – Humo Arena |                       | Kazakhstan            | 1 |                    |                    |                       |                       |         |         |  |  |           |           |
|  |                         | Argentina             | 6                     |   |                    |                    |                       |                       |         |         |  |  |           |           |
|  | Argentina               | Argentina             | 6                     | 2 |                    |                    |                       |                       |         |         |  |  |           |           |
|  | Argentina               |                       | 3 tháng 10 – Tashkent | 2 |                    |                    |                       |                       |         |         |  |  |           |           |
|  | Croatia                 | 0                     |                       |   |                    |                    |                       |                       |         |         |  |  |           |           |
|  | Croatia                 | 0                     | Argentina             | 3 |                    |                    |                       |                       |         |         |  |  |           |           |
|  | 27 tháng 9 – Bukhara    |                       | Argentina             | 3 |                    |                    |                       |                       |         |         |  |  |           |           |
|  |                         | Pháp                  | 2                     |   | Trận tranh giải ba | Trận tranh giải ba |                       |                       |         |         |  |  |           |           |
|  | Thái Lan                | Pháp                  | 2                     | 2 | Trận tranh giải ba | Trận tranh giải ba |                       |                       |         |         |  |  |           |           |
|  | Thái Lan                | 30 tháng 9 – Bukhara  | 30 tháng 9 – Bukhara  | 2 |                    |                    | 6 tháng 10 – Tashkent | 6 tháng 10 – Tashkent |         |         |  |  |           |           |
|  | Pháp                    | 30 tháng 9 – Bukhara  | 30 tháng 9 – Bukhara  | 5 |                    |                    | 6 tháng 10 – Tashkent | 6 tháng 10 – Tashkent |         |         |  |  |           |           |
|  | Pháp                    | Pháp                  | 2                     | 5 | Ukraina            | 7                  |                       |                       |         |         |  |  |           |           |
|  | 25 tháng 9 – Humo Arena | Pháp                  | 2                     |   | Ukraina            | 7                  |                       |                       |         |         |  |  |           |           |
|  |                         | Paraguay              | 1                     |   | Pháp               | 1                  |                       |                       |         |         |  |  |           |           |
|  | Paraguay (s.h.p.)       | Paraguay              | 1                     | 3 | Pháp               | 1                  |                       |                       |         |         |  |  |           |           |
|  | Paraguay (s.h.p.)       |                       |                       | 3 |                    |                    |                       |                       |         |         |  |  |           |           |
|  | Afghanistan             | 1                     |                       |   |                    |                    |                       |                       |         |         |  |  |           |           |
|  | Afghanistan             | 1                     |                       |   |                    |                    |                       |                       |         |         |  |  |           |           |

Ghép cặp các trận đấu ở vòng 16 đội
Các trận đấu cụ thể liên quan đến các đội xếp thứ ba phụ thuộc vào bốn đội xếp thứ ba vượt qua vòng bảng tham dự vòng 16 đội:
| Third-placed teams qualify from groups | Third-placed teams qualify from groups | Third-placed teams qualify from groups | Third-placed teams qualify from groups | Third-placed teams qualify from groups | Third-placed teams qualify from groups |    | 1A vs | 1B vs | 1C vs | 1D vs |
| -------------------------------------- | -------------------------------------- | -------------------------------------- | -------------------------------------- | -------------------------------------- | -------------------------------------- | -- | ----- | ----- | ----- | ----- |
| A                                      | B                                      | C                                      | D                                      |                                        |                                        | 3C | 3D    | 3A    | 3B    |       |
| A                                      | B                                      | C                                      |                                        | E                                      |                                        | 3C | 3A    | 3B    | 3E    |       |
| A                                      | B                                      | C                                      |                                        |                                        | F                                      | 3C | 3A    | 3B    | 3F    |       |
| A                                      | B                                      |                                        | D                                      | E                                      |                                        | 3D | 3A    | 3B    | 3E    |       |
| A                                      | B                                      |                                        | D                                      |                                        | F                                      | 3D | 3A    | 3B    | 3F    |       |
| A                                      | B                                      |                                        |                                        | E                                      | F                                      | 3E | 3A    | 3B    | 3F    |       |
| A                                      |                                        | C                                      | D                                      | E                                      |                                        | 3C | 3D    | 3A    | 3E    |       |
| A                                      |                                        | C                                      | D                                      |                                        | F                                      | 3C | 3D    | 3A    | 3F    |       |
| A                                      |                                        | C                                      |                                        | E                                      | F                                      | 3C | 3A    | 3F    | 3E    |       |
| A                                      |                                        |                                        | D                                      | E                                      | F                                      | 3D | 3A    | 3F    | 3E    |       |
|                                        | B                                      | C                                      | D                                      | E                                      |                                        | 3C | 3D    | 3B    | 3E    |       |
|                                        | B                                      | C                                      | D                                      |                                        | F                                      | 3C | 3D    | 3B    | 3F    |       |
|                                        | B                                      | C                                      |                                        | E                                      | F                                      | 3E | 3C    | 3B    | 3F    |       |
|                                        | B                                      |                                        | D                                      | E                                      | F                                      | 3E | 3D    | 3B    | 3F    |       |
|                                        |                                        | C                                      | D                                      | E                                      | F                                      | 3C | 3D    | 3F    | 3E    |       |

### Vòng 16 đội
| Brasil                                                                                  | 5–0      | Costa Rica |
| --------------------------------------------------------------------------------------- | -------- | ---------- |
| - Marcel 04'37" - Felipe Valério 11'09" - Leandro Lino 27'46" - Neguinho 35'09", 39'34" | Chi tiết |            |

| Hà Lan             | 1–3      | Ukraina                                  |
| ------------------ | -------- | ---------------------------------------- |
| - Bouzambou 28'54" | Chi tiết | - Zvarych 05'28" - Melnyk 30'29", 39'23" |

| Tây Ban Nha    | 1–2      | Venezuela                            |
| -------------- | -------- | ------------------------------------ |
| - Gómez 23'53" | Chi tiết | - Villalobos 12'54" - Carreño 38'39" |

| Paraguay                                               | 3–1 (s.h.p.) | Afghanistan       |
| ------------------------------------------------------ | ------------ | ----------------- |
| - F. Martínez 29'40" - Méndez 40'51" - Espinoza 41'02" | Chi tiết     | - Hossaini 14'34" |

| Iran                                                      | 3–4      | Maroc                                                                                 |
| --------------------------------------------------------- | -------- | ------------------------------------------------------------------------------------- |
| - Derakhshani 03'34" - Tayyebi 20'28" - Oladghobad 21'26" | Chi tiết | - Bouzid 06'55" - Rafieipour 10'51" (l.n.) - El Mesrar 16'40" - Raiss El-Fenni 19'29" |

| Bồ Đào Nha     | 1–2      | Kazakhstan                               |
| -------------- | -------- | ---------------------------------------- |
| - Zicky 20'16" | Chi tiết | - Yesenamanov 10'23" - Tursagulov 39'46" |

| Thái Lan                                  | 2–5      | Pháp                                                                                              |
| ----------------------------------------- | -------- | ------------------------------------------------------------------------------------------------- |
| - Thueanklang 24'03" (p) - Wingwon 32'32" | Chi tiết | - Bendali 08'00" - Sigarassy Touré 22'32" - Mohammed 28'46" - Mouhoudine 37'40" - Saadaoui 38'43" |

| Argentina                     | 2–0      | Croatia |
| ----------------------------- | -------- | ------- |
| - Brandi 01'30" - Rosa 23'09" | Chi tiết |         |

### Tứ kết
| Brasil                                               | 3–1      | Maroc             |
| ---------------------------------------------------- | -------- | ----------------- |
| - Marcel 11'02" - Leandro Lino 17'01" - Dyego 28'55" | Chi tiết | - Boumezou 34'23" |

| Ukraina | 9–4      | Venezuela                                                             |
| --- | -------- | --------------------------------------------------------------------- |
| - Abakshyn 04'13", 15'06", 17'14" - Shoturma 13'56" - Shved 19'37" - Semenchenko 20'24" - Sukhov 26'09" - Cherniavskyi 31'34" - Mykytiuk 37'51" | Chi tiết | - M. Francia 05'12" - Viamonte 15'41" - Vidal 16'02" - Morillo 29'38" |

| Pháp                              | 2–1      | Paraguay             |
| --------------------------------- | -------- | -------------------- |
| - Guirio 21'57" - Mohammed 34'09" | Chi tiết | - F. Martínez 27'51" |

| Kazakhstan          | 1–6      | Argentina                                                                                             |
| ------------------- | -------- | --- |
| - Tursagulov 33'32" | Chi tiết | - Rosa 21'59" - Claudino 26'39" - Arrieta 28'52" (p), 35'39" (p) - Corso 32'02" - Bolo Alemany 33'57" |

### Bán kết
| Ukraina                               | 2–3      | Brasil                                                     |
| ------------------------------------- | -------- | ---------------------------------------------------------- |
| - Cherniavskyi 17'03" - Korsun 28'56" | Chi tiết | - Semenchenko 20'46" (l.n.) - Dyego 22'00", 35'50" (2pen.) |

| Argentina                                          | 3–2      | Pháp                             |
| -------------------------------------------------- | -------- | -------------------------------- |
| - Arrieta 02'14", 36'33" (2pen.) - Claudino 07'07" | Chi tiết | - Ménendez 05'29" - Touré 24'32" |

### Trận tranh giải ba
| Ukraina                                                                                        | 7–1      | Pháp              |
| ---------------------------------------------------------------------------------------------- | -------- | ----------------- |
| - Cherniavskyi 10'20" - Zvarych 21'06" - Zhuk 26'55", 27'39" - Abakshyn 29'20", 29'39", 32'50" | Chi tiết | - Saadaoui 22'10" |

### Chung kết
| Brasil                               | 2–1      | Argentina     |
| ------------------------------------ | -------- | ------------- |
| - Ferrão 05'47" - Rafa Santos 12'34" | Chi tiết | - Rosa 38'00" |

## Tài trợ
| - Adidas - Coca-Cola - Qatar Airways - Hyundai - Visa - Tập đoàn Vạn Đạt |

## Tiếp thị
Logo của giải đấu được công bố vào ngày 20 tháng 5 năm 2024. Logo được cho là lấy cảm hứng từ loại ớt kalampir, một loại ớt không thể thiếu trong ẩm thực truyền thống của người dân Uzbekistan.